# Centrum Informationis Catholicum
Das Centrum Informationis Catholicum (Katholisches Informationszentrum), kurz CIC, ist eine Gemeinschaftsredaktion der deutschsprachigen katholischen Nachrichtenagenturen mit Sitz in Rom.
Mit Beginn des Zweiten Vatikanischen Konzils 1962 wurde in Rom – eigentlich nur für die Dauer des Konzils – das gemeinsame Pressebüro der deutschen Katholischen Nachrichten-Agentur (KNA), der österreichischen Kathpress sowie der Schweizer Agentur Katholische internationale Presseagentur (Kipa), der niederländischen „KNP“ und der belgischen CIP gegründet.  Die Idee zur Gründung hatte der Chefredakteur der KNA Konrad Kraemer und war damit initial eine Initiative der deutschsprachigen katholischen Nachrichtenagentur. 1963 war dann das CIC voll funktionsfähig. Das Erste Büro befand sich in einem Turmzimmer der Kirche San Silvestro in Capite. 2015 ersetzte das Schweizer Katholische Medienzentrum (kath.ch) die Presseagentur „Kipa“. Die niederländischen „KNP“ wurde zwischenzeitlich aufgelöst.
Das CIC wurde als internationale Arbeitsgemeinschaft von Nachrichtenagenturen gegründet. Als Rechtsform in Italien wurde ab Oktober 1971 die „Associazione culturale e religiosa“ gewählt und als kulturelle und religiöse Vereinigung registriert, was in Deutschland einem „Eingetragenen Verein (e.V.)“ entspricht. Erster Leiter war Luitpold Dorn; seit 2022 hat Ludwig Ring-Eifel die Leitung inne. Sitz ist in der Via delle Fornaci 29 in Rom, unweit des Vatikans.